# Ванеев, Анатолий Николаевич
Анато́лий Никола́евич Ване́ев (30 января 1925, Вятка, Вятская губерния, СССР — 14 сентября 2019, Санкт-Петербург, Россия) — советский и российский библиотековед, доктор педагогических наук (1982), профессор (1983). Действительный  член Международной академии информатизации (1993).  Заслуженный работник культуры РСФСР (1991).

## Биография
Анатолий Николаевич Ванеев родился в Вятке в 1925 году.
В 1951 году заочно окончил Московский библиотечный институт имени В. М. Молотова.
Участник Великой Отечественной войны 1941—1945 гг. — в действующую армию был призван в январе 1943 года, в этом же году в боях под Смоленском был ранен, а после госпиталя снова вернулся на фронт. Участвовал в освобождении Белоруссии, Литвы, Кенигсберга. Имеет боевые награды.
Трудовой путь начал в Кировской областной библиотеке в 1946 году, где проработал до 1962 года. С 1962 года работает в Ленинградском государственном институте культуры имени Н. К. Крупской (ныне это Санкт-Петербургский государственный институт культуры). В 1966 году защитил в МГИК кандидатскую диссертацию на тему "Изучение и распространение передового опыта массовых библиотек в РСФСР". На очередной сессии специализированного совета Государственной ордена Ленина библиотеки им. В.И.Ленина (ноябрь 1980 г.) успешно прошла защита докторской диссертации А.Н. Ванеева на тему "Развитие библиотековедческой мысли в СССР". Диссертация заложила научные основы создания истории отечественного библиотековедения, открывая перспективное направление в советской библиотечной науке. В 1974—1995 гг. — заведующий кафедрой библиотековедения Ленинградского государственного института культуры имени Крупской. А.Н. Ванеев создал научную школу, опубликовал более 300 научных работ, многие из которых стали профессиональной классикой. Под его руководством подготовлены кандидаты и доктора наук, работающие по всему миру.

## Научные труды
- Развитие библиотековедческой мысли в СССР (1980 г.)
- Развитие библиотековедческой мысли в России в XI—XVIII вв. (1993 г.) и др.

## Звания и награды
- Орден Отечественной войны I степени (1985)
- медаль «За отвагу»
- медаль «За взятие Кенигсберга»
- медаль «За победу над Германией»
- медаль «Ветеран труда» (1984)
- Заслуженный работник культуры РСФСР (1991)[3]
- Заслуженный работник культуры Таджикистана (1999)
- Медаль «60 лет освобождения Республики Беларусь от немецко-фашистских захватчиков» (2005)